# Pritzwalk
Pritzwalk är en stad i det tyska distriktet Prignitz i delstaten Brandenburg. 
De tidigare kommunerna Alt Krüssow, Beveringen, Buchholz, Falkenhagen, Kemnitz, Klein Woltersdorf, Mesendorf, Sadenbeck, Steffenshagen och Wilmersdorf uppgick i Pritzwalk den 31 december 2002.

## Personligheter
- Herbert Quandt
- Familjen Quandt